# Typhlodromalus fragosoi
Typhlodromalus fragosoi är en spindeldjursart som först beskrevs av Yoshida-Shaul och Chant 1991.  Typhlodromalus fragosoi ingår i släktet Typhlodromalus och familjen Phytoseiidae. Inga underarter finns listade i Catalogue of Life.